# Rufino Blanco Sánchez
Rufino Blanco y Sánchez (Mantiel, 16 de noviembre de 1861-Madrid, 3 de octubre de 1936) fue un pedagogo, filólogo y teórico de la lectura, bibliógrafo y periodista español, reformador de las antiguas Escuelas de Magisterio, actualmente denominadas escuelas o facultades de Educación. Murió asesinado junto a uno de sus hijos en la Ciudad Universitaria al comienzo de la Guerra Civil.

## Biografía
Nacido en la localidad guadalajareña de Mantiel el 16 de noviembre de 1861, siendo aún niño se trasladó con sus padres a Madrid. Se diplomó en Magisterio y obtuvo por oposición la Regencia de la Escuela Aneja de la Normal Central de Madrid. Ya casado, continuó sus estudios y se doctoró en Filosofía y Letras en la Universidad Central, donde fue discípulo predilecto de Marcelino Menéndez Pelayo. Durante muchos años fue profesor de la Escuela de Criminología, pero su vocación por el Magisterio le hizo centrar sus actividades en el campo de la Pedagogía y de su Historia, explicándola en la Escuela Normal Central de Madrid, al tiempo que empezaba su trayectoria periodística escribiendo crónicas para diarios de América y de Filipinas en 1886. Fue luego redactor de La Enseñanza de Madrid en 1889 y copropietario y redactor de El Magisterio Español junto con Victoriano Fernández Ascarza y Ezequiel Solana, entre 1896 y 1902. Desde 1902 dirigió el diario católico El Universo que fundó junto a Juan Manuel Ortí y Lara, el marqués de Comillas y el periodista y escritor demócrata-cristiano Álvaro López Núñez, fusilado junto a una de sus hijas en Madrid durante la Guerra Civil.
En 1909 fue comisionado con otros compañeros por el entonces ministro de Instrucción Pública, Faustino Rodríguez-Sampedro, para crear y organizar una Escuela de Estudios Superiores de Magisterio, equivalente a una Facultad Universitaria de Pedagogía, pero con propia autonomía y libertad de acción, presidida por un comisario regio que dependía directamente del ministro. El profesorado era seleccionado libremente de diversos centros docentes españoles y en su claustro de profesores figuraron junto a él, entre otros, José Ortega y Gasset, Eugenio Piñerúa, Pablo Martínez Strong, Ángel Vegue y Goldoni, Ricardo Beltrán y Rózpide, Juan Zaragüeta, Luis de Hoyos, Francisco de las Barras Aragón, Magdalena Santiago Fuentes y Anselmo González. En 1914 apareció el primer Plan de estudios que mereciera tal nombre y, unido al plan ministerial de creación y construcción de escuelas engendró en España un nuevo Magisterio Nacional, bien formado y dirigido.
Defendió en la escuela primaria la idea de la Escuela graduada, cuyo nuevo sistema apareció en la primera decena del siglo XX: con un mínimo de esfuerzo se conseguiría un máximo rendimiento. Fue miembro de la Junta para la Extinción del Analfabetismo y de la comisión Interministerial de educación física. En 1920 fue elegido vicepresidente primero de la Junta directiva de la Asociación de la Prensa de Madrid. Desde 1921 fue consejero de Instrucción Pública. En sus múltiples viajes conoció el movimiento pedagógico moderno preconizado por Claparède, Binet, Kerschensteiner, Dewey, el cardenal Mercier y tantos otros con los que mantenía relaciones profesionales. En 1927 obtuvo la cátedra de la Escuela de Estudios Superiores de Magisterio, y por entonces dio una conferencia sobre Menéndez Pelayo, bibliógrafo y erudito. Fue condecorado y ocupó cargos relevantes en instituciones culturales y políticas. En abril de 1936 ocupó la vacante del político José Sánchez Guerra en la Real Academia de Ciencias Morales y Políticas, versando su discurso de entrada sobre Fundamentos de Educación moral y de educación cívica. 
Hombre de confianza de Claudio López Bru, marqués de Comillas, durante la dictadura de Primo de Rivera fue concejal del Ayuntamiento de Madrid desde abril de 1924, marco desde el cual abogaría por una reforma de la enseñanza pública. Desempeñó también el cargo de gobernador civil de la provincia de Segovia; nombrado en agosto de 1927 cesó en el cargo al poco de comenzar la llamada dictablanda de Dámaso Berenguer.
Como periodista, además de ejercer como director de la revista El Universo en sucesión de Orti y Lara, dirigió también El Magisterio Español y codirigió La Educación Hispanoamericana. Fue asimismo colaborador asiduo del monárquico ABC, en donde firmó unas veces con su nombre y otras como «Un Crítico de la Alcarria». Fue presidente honorario de la Federación de Asociaciones de Periodistas de España desde que se creó en 1922 hasta 1926.
A pesar de su extremada delgadez, consecuencia de un régimen vegetariano, disfrutaba de envidiable salud y nunca en su vida estuvo enfermo.[cita requerida]
Como profesor de la Escuela Superior del Magisterio realizó una importante labor en el terreno de la Bibliografía sobre educación. Representa el contrapunto neocatólico a la pedagogía de la Institución Libre de Enseñanza de Giner de los Ríos, Cossío y otros muchos. Como maestro y formador de maestros creó el Gabinete Antropométrico de la Escuela Modelo de Madrid, introdujo la caligrafía vertical, colaboró en la implantación de las escuelas graduadas, realizó innnovaciones en numerosos aspectos de la organización escolar y se interesó por la educación femenina, la educación sexual, la coeducación y, muy en particular, por la educación física, la higiene y el valor pedagógico de los juegos.
En los primeros meses de la Guerra civil española, el 2 de octubre de 1936, Rufino y su hijo fueron detenidos en su domicilio madrileño, acusados de que "solo escribían para las escuelas cristianas y no para las laicas". Tras ser conducidos a la Ciudad Universitaria, fueron asesinados el 3 de octubre víctimas de la represión en zona republicana.
Varias poblaciones españolas tienen colegios que llevan el nombre de Rufino Blanco en su memoria: Madrid (en la calle del General Álvarez de Castro, Distrito de Chamberí), Salamanca, Córdoba, Guadalajara (Colegio Público Rufino Blanco en la calle Fernández Iparraguirre), Huelva (Colegio Público de Encinasola) y Villarrubia de los Ojos (Ciudad Real). Igualmente, la ciudad de Madrid le ha dedicado una calle en el distrito de Salamanca.

## Obra
Rufino Blanco publicó 57 obras, cuarenta de ellas didácticas, de entre las cuales han tenido especial difusión Bibliografía pedagógica, Bibliografía general de Educación Física, Teoría de la Educación, Teoría de la enseñanza, Organización escolar, Apuntes sobre Biología pedagógica, Paidología y Pidotecnia, Apuntes sobre Biología pedagógica; Ideas de educación física del pueblo griego, según Philostrato "Peri Gymnastikees"; Bibliografía pedagógica del siglo XX, obra aparecida en las principales lenguas europeas y editada en España por suscripción popular; Quintiliano y sus sistema de educación; Luis Vives, la Pedagogía científica y la Instrucción de la mujer cristiana; Rollin y el Tratado de los estudios y una serie de monografías entre las que destacan las dedicadas a Platón, Pestalozzi, La Salle y Quintana; Tratado elemental de Pedagogía. También redactó los capítulos de pedagogía contenidos en la monumental Enciclopedia Espasa-Calpe. 
Actualmente puede decirse que merecen especial consideración sus contribuciones al ámbito filológico en amplio sentido, en particular su Tratado de Análisis de la Lengua Castellana (1909), modelo de exposición metodológica en una tradición que probablemente ahí culmina y desgraciadamente quedó interrumpida, así como el Arte de la Lectura, por primera vez publicado en 1894 y que en 1927 había alcanzado su decimoprimera edición. El Arte de la Lectura constituye, tanto por su amplitud teórica de criterios, más allá del núcleo técnico de la lectura en voz alta, como por su concepto de eficacia práctica y extensión, el tratado fundamental y más influyente de este género retórico en lengua española. Consta de unos preliminares como introducción al conocimiento técnico y se divide en tres partes: "De la obra legible", la más extensa, "Del lector" y "Del acto de leer", articuladas con penetrante sentido interdisciplinario, desde la didáctica y la retórica hasta la estética y la teoría del lenguaje. También se le deben unos Elementos de literatura española e hispanoamericana que en 1925 ya iban por su tercera edición.

## Proceso de canonización
El cardenal Carlos Osoro presidió el 12 de diciembre de 2020, en la Catedral de la Almudena la apertura del proceso diocesano de 140 víctimas de la persecución religiosa desatada durante la Guerra civil española. Rufino Blanco encabezó una de las causas.